# مجدالاسلام
احمد مجدالاسلام (۱۳۴۲–۱۲۸۸هـ. ق) روزنامه‌نگار، سیاستمدار، نویسنده، شاعر و چهره سرشناس علم و ادب کرمان به سال ۱۲۸۸ هـ. ق در کرمان متولد شد. وی نبیرهٔ حسنعلی‌بیک و ندیدهٔ خاندان‌قلی‌بیک افشار است. وی از اعضای انجمن باغ میکده بود.

## تحصیلات
در شش سالگی به مکتب رفت و تحصیلات ابتدایی را در مدرسه خاندانقلی بیگ به پایان رساند. صرف و نحو را نزد ناظم‌الاسلام کرمانی و مقدمات را در محضر شیخ ابوجعفر کرمانی به پایان برد. ملارحمت‌الله کرمانی معلم منطق و اصول او بود و سطح فقه را نزد ملاعبدالله راینی گذراند. در سال ۱۳۰۸ ق که بیست ساله شد برای ادامه تحصیل رهسپار اصفهان گردید و به ترتیب در حلقه درس آیات محمدباقر فشارکی، میرمحمدتقی مدرس و سید محمدباقر درچه‌ای که به او اجازه و تصدیق اجتهاد دادند، قرار گرفت.

## زندگی سیاسی
در سال ۱۳۲۳ به دلیل حمایت از علمای متحصن در شاه عبدالعظیم به اتفاق ۲ نفر از همفکران خود به کلات تبعید شد و پس از آزادی به نگارش روزنامه‌های «محاکمات»، «کشکول»، «ندای وطن» و «الجمال» همت گماشت. اقدام‌های او در بیداری مردم و صدور فرمان مشروطیت موجب حبس او در باغ شاه از سوی محمدعلی میرزا شد. همچنین در تمامی انواع شعر نیز دست داشت.

## آثار
آثار به جا مانده از او بدین قرارند: کتاب شهر خاموشان، کتاب شعر بزم دهقانان . تاریخ انقلاب مشروطه و تاریخ انحطاط مجلس و دیوان شعر مجدالاسلام.

## انجمن باغ میکده

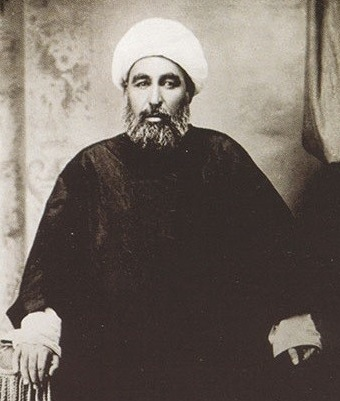
ملک المتکلمین از فعالین پیرو آیین بیانی، ازلی جنبش مشروطه

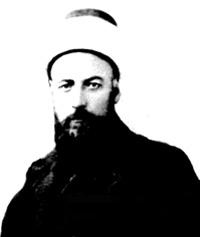
حسن رشدیه فعال ضد قاجار و عضو انجمن باغ سلیمان خان میکده)

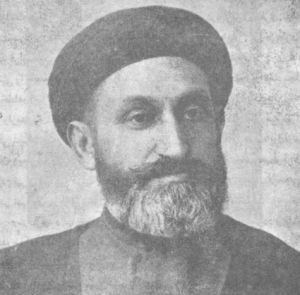
یحیی دولت‌آبادی از فعالین پیرو کتاب بیان، ازلی ^{توضیح}جنبش مشروطه

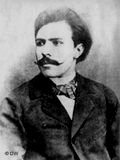
میرزا جهانگیرخان فعال مشروطه و پیرو کتاب بیان، ازلی بود
.

انجمن باغ میکده، انجمنی سری است که در راستای حذف حکومت قاجار در محل باغ میرزا سلیمان خان میکده فعالیت می‌نمود.
میرزا نصرالله ملک المتکلمین، سید جمال الدین واعظ و حاج میرزا یحیی دولت‌آبادی و دیگر تکاپوگران مشروطه با هم مسلکان شان در مخالفت با حکومت قاجار، در باغ میرزا سلیمان خان میکده جمع می‌شدند تا با تمرکز بیشتری به فعالیت‌های انقلابی خود به پردازند. تکاپوهای ایشان، سرانجام، به نقش آفرینی اساسی در تکوین جنبش مشروطه و نیز دخالت در پیشرفت آن انجامید.
بعضی از افراد حاضر در جلسات:
- ملک المتکلمین
- سید جمال الدین واعظ
- ابوالحسن قاجار (شیخ الرئیس)
- یحیی دولت‌آبادی
- سید محمدرضا مساوات شیرازی
- سید عبدالوهاب اصفهانی
- سید اسدالله خرقانی
- میرزا علی زردوز
- میرزاسلیمان خان میکده
- محمدمهدی شریف کاشانی
- میرزا ابراهیم خان نشاط منشی سفارت فرانسه
- محمد حسین ذکاءالملک
- احمد مجدالاسلام کرمانی
- حاجی سیاح
- میرزا جهانگیرخان صوراسرافیل
- ارباب گیو زردشتی
- میرزا حسن رشدیه

و ۳۲ نفر دیگر